# Qaragüney
Qaragüney är en ort i Azerbajdzjan.   Den ligger i distriktet Sabirabad Rayonu, i den sydöstra delen av landet, 100 km sydväst om huvudstaden Baku. Antalet invånare är 2 532.
Terrängen runt Qaragüney är platt. Runt Qaragüney är det ganska tätbefolkat, med 80 invånare per kvadratkilometer.. Närmaste större samhälle är Şirvan, 7,7 km sydost om Qaragüney.
Trakten runt Qaragüney består till största delen av jordbruksmark.